# Isanthrene pelor
Isanthrene pelor là một loài bướm đêm thuộc phân họ Arctiinae, họ Erebidae.